# Wappen Argentiniens

Das heutige Wappen Argentiniens

Das Wappen Argentiniens (offizieller Name: Escudo Nacional Argentino, Argentinisches Nationalwappen) wurde in seiner heutigen Form 1944 festgelegt, geht aber ohne große Veränderungen auf die erste offizielle Version von 1813 zurück.

## Blasonierung
Der Wappenschild Argentiniens hat die Form einer Ellipse im Verhältnis 14:11. Die auf der Hauptachse stehende Ellipse ist geteilt von celeste (hellblau) und silber (weiß) und somit in den Nationalfarben gehalten.

Phrygische Mütze

Der Schild zeigt zwei sich über beide Felder treue Hände, die die Einigkeit und Brüderlichkeit der argentinischen Provinzen symbolisieren sollen. Die beiden Hände halten einen Stab (Pica) auf dem eine rote phrygische Mütze (Gorro Frigio, offiziell: gorro de gules, rote Mütze) steckt. Der Stab soll die Bereitschaft zur Verteidigung der Freiheit darstellen. Die Mütze soll in Anlehnung an die Jakobiner während der Französischen Revolution die republikanische Gesinnung der nach Freiheit von Spanien strebenden Argentinier symbolisieren.
Das Wappen Argentiniens spiegelt somit durch seine Symbole den Dreiklang der Französischen Revolution wider – Freiheit, Gleichheit und Brüderlichkeit.

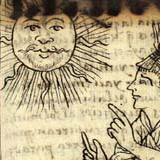
Darstellung des Sonnengottes Inti (1616)

Auf dem Schild ruht eine aufgehende Sonne mit 21 abwechselnd geraden und geflammten Sonnenstrahlen, die den Aufstieg Argentiniens symbolisieren soll. Elf der 21 Strahlen sind gerade. Das Sonnensymbol (Sol de Mayo = Maisonne; aber auch Inkasonne genannt) tauchte auch seit April 1813 in der Flagge Argentiniens auf. Die Sonnenscheibe mit einem Gesicht, umgeben von Sonnenstrahlen, symbolisierte in der Inkamythologie den Sohn Inti des göttlichen Schöpfers Wiraqucha.
Um den Schild ranken sich zwei Lorbeerzweige, welche den (militärischen) Sieg im Unabhängigkeitskampf darstellt. Der linke Zweig hat auf seiner Innenseite 23 und auf seiner Außenseite 25 Blätter. Der rechte Zweig hat auf seiner Innenseite 21 und auf seiner Außenseite 20 Blätter. Die beiden Zweige sind durch ein hellblau-weiß-hellblaues Band miteinander verknotet.

## Geschichte des Wappens

die Fahne Belgranos vom 25. Mai 1812

Unter dem Eindruck der Französischen Revolution und während der Schwächung Spaniens durch die Napoleonischen Kriege auf der Iberischen Halbinsel erklärten die Bürger der Stadt Buenos Aires am 25. Mai 1810 die Unabhängigkeit von Spanien (Mai-Revolution). Diese Unabhängigkeitserklärung hatte zwar zunächst nur lokale Bedeutung und wurde vom spanischen König anfangs ignoriert, sie ebnete aber den Weg für die weiteren Unabhängigkeitsbestrebungen des Vizekönigreichs des Río de la Plata und somit auch des heutigen Argentiniens. In der Folge entstanden die ersten nationalen Symbole des heutigen Argentiniens, wie die Flagge Argentiniens ab Anfang 1812 und das Wappen ab Mitte 1812.
Die erste heute noch belegbare Abbildung des argentinischen Wappens taucht auf einer Fahne auf, die auf Geheiß Manuel Belgranos – dem Schöpfer der argentinischen Flagge – angefertigt wurde. Sie wurde am 25. Mai 1812 dem zweiten Jahrestag der Mairevolution von Buenos Aires in der Hauptkirche von San Salvador de Jujuy von Domherr Juan Ignacio de Gorriti gesegnet.
Ein Jahr später schenkte Manuel Belgrano diese Fahne dem jujenischen Volk als Dank für die Unterstützung im Unabhängigkeitskampf, besonders in der Schlacht von Salta. Die Fahne wird heute im Flaggensaal des Gouverneurspalasts von Jujuy aufbewahrt.
Die Bandera Nacional de Nuestra Libertad Civil (Nationale Flagge unserer zivilen Freiheit) genannte Fahne ist heute die Flagge der Provinz Jujuy.
Ob das auf der Fahne abgebildete Wappen auf den Entwurf von Manuel Belgrano zurückgeht ist allerdings umstritten oder zumindest heute nicht mehr nachweisbar, da die Autorenschaft des Wappens nicht schriftlich belegt ist.

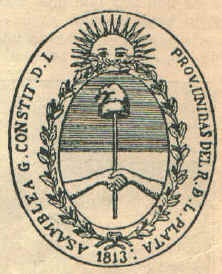
Das erste Siegel-(Wappen) Argentiniens 1813

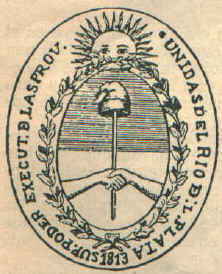
Das Siegel der Obersten Exekutiven Gewalt Argentiniens 1813

Die erste offizielle Verwendung des argentinischen Wappens durch die provisorische Regierung der Vereinigten Provinzen des Río de la Plata (diese umfassten die heutigen Staatsgebiete von Argentinien, Uruguay und des bolivianischen Departamentos Tarija) fand im Jahr 1813 statt, als der Abgeordnete der Asamblea General Constituyente (Konstituierende Generalversammlung) Agustín Donado aus San Luis beauftragt wurde, einen Ersatz für das bis dahin genutzt Siegel des Vizekönigreichs des Río de la Plata – welches dem Wappen Karl IV. von Spanien entsprach – zu entwerfen.
Donado betraute den Graveur Juan de Dios Rivera mit dieser Arbeit. Am 22. Februar 1813 wurde das Siegel zum ersten Mal genutzt. Dieser Tag wurde später als Día del Escudo Nacional (Tag des Nationalwappens) festgelegt.
Am 12. März 1813 wurde das Siegel offiziell von der Konstituierenden Generalversammlung genehmigt. In dieser Sitzung wurde festgelegt:
| Hecha una moción en este día por uno de los ciudadanos representantes para que se designe al Supremo Poder Ejecutivo el sello que debe usar en sus diplomas y contestaciones oficiales, se acordó por unanimidad de votos lo siguiente:                         | Entsprechend einem Antrag von einem der abgeordneten Bürger, dass bestimmt werden möge, welches Siegel die Oberste Exekutive Gewalt (Supremo Poder Ejecutivo) für seine Urkunden und offiziellen Bescheide benutzen möge, wurde einstimmig folgendes bestimmt:                                                                          |
| La Asamblea General Constituyente ordena que el Supremo Poder Ejecutivo use el mismo sello de este Cuerpo Soberano, con la única diferencia de que la inscripción del círculo deberá ser „Supremo Poder Ejecutivo de las Provincias Unidas del Río de la Plata“ | Die Konstituierende Generalversammlung (Asamblea General Constituyente) befiehlt der Obersten Exekutiven Gewalt, das gleiche Siegel wie das der Konstituierenden Generalversammlung zu nutzen, mit dem einzigen Unterschied, dass die zirkulare Inschrift „Supremo Poder Ejecutivo de las Provincias Unidas del Río de la Plata“ laute. |

Am 27. April des gleichen Jahres wurde außerdem festgelegt, dass das spanische, königliche Wappen an öffentlichen Plätzen oder in Wappen oder Flaggen offizieller Körperschaften durch das nationale Siegel ersetzt werde. Das Siegel der Konstituierenden Generalversammlung wurde somit zum Nationalsymbol.

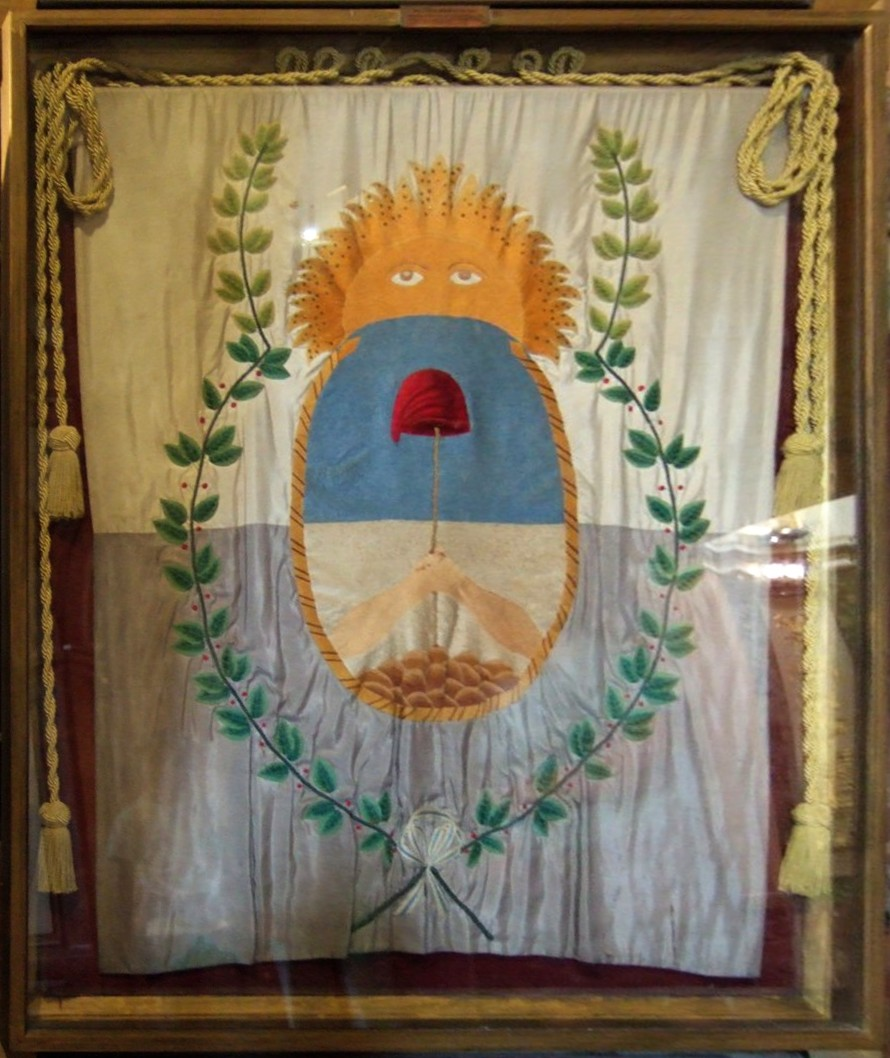
Bandera de los Andes – Fahne der Anden-Armee 1817

Die Anden-Armee (Ejército de los Andes) des südamerikanischen Freiheitskämpfers José de San Martín führte in den Jahren 1817 und 1818 während der Überquerung der Anden und des Befreiungskrieges in Chile eine 1816 geschaffene, hellblau-weiße Fahne mit. Diese Fahne war mit dem Siegel der Regierung versehen. Allerdings wird von einigen Quellen betont, dass es sich hierbei um eine reine Militärfahne handelte und nicht um eine nationale Flagge. Die heutige Flagge der Provinz Mendoza entspricht der Fahne der Anden-Armee.

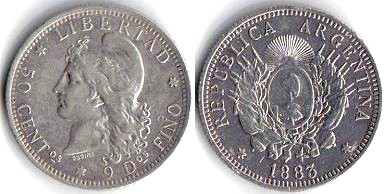
50 Centavos (1883)

In der Zeit zwischen 1813 und 1944 erfuhr das Nationalwappen wiederholt Modifikationen. So wurde zum Beispiel die aufgehende Sonne weggelassen, die Jakobinermütze schief auf den Stab gesetzt oder die Proportionen der Ellipse verändert. Ein Beispiel hierfür ist die rechts abgebildete Münze aus dem Jahr 1883.
Erst mit dem präsidialen Dekret Nr. 10302 wurde am 24. April 1944 durch den militärischen De-facto-Präsidenten Edelmiro Julián Farrell das Wappen genau festgelegt. Das Dekret des Vorgängers von Juan Domingo Perón sollte den teilweise „launenhaften“ Veränderungen ein Ende setzen und bestimmte:
| Artículo 5: En adelante se adoptará como representación del escudo argentino, la reproducción fiel del Sello que usó la Soberana Asamblea General Constituyente de la Provincias Unidas del Río de la Plata, el mismo que ésta ordenó en sesión de 12 de marzo de 1813, usase el Poder Ejecutivo. | Artikel 5: Von nun an wird festgelegt, dass die Darstellung des argentinischen Wappens, die getreue Reproduktion des Siegels sei, welches von der Souveränen Konstituierenden Generalversammlung der Vereinigten Provinzen des Río de la Plata des Jahres 1813 benutzt wurde und dessen Gebrauch für die Exekutivgewalt durch dieselbige Versammlung am 12. März 1813 bestimmt wurde. |

## Gebrauch des Wappens
Das Wappen Argentiniens kennzeichnet alle öffentlichen, der Bundesregierung unterstehenden Einrichtungen von Ministerien über Behörden bis zu Universitäten und Schulen. Es wird außerdem vom Präsidenten, der Regierung, dem Parlament sowie von der Bundesjustiz geführt.
Auf Flaggen findet sich das Wappen außer auf den im Geschichtsteil erwähnten historischen Flaggen auch auf den modernen Rangflaggen des Präsidenten und des Verteidigungsministers.
Weiters taucht es als nationales Symbol auf vielen historischen und aktuellen Münzen auf. Die erste Abbildung auf einer Münze findet sich auf der ersten argentinischen Münze aus dem Jahr 1813.

## Wappen der argentinischen Provinzen
Alle argentinischen Provinzen besitzen ein Wappen und eine Flagge.
Die Provinzen, die erst in den 1950er Jahren zur Provinz erhoben wurden (Chaco, Formosa, Misiones sowie alle Provinzen südlich der Linie Buenos Aires – Córdoba – San Luis – Mendoza mit Ausnahme Tierra del Fuegos, die erst 1990 zur Provinz erhoben wurde) und vormals so genannte Nationalterritorien waren, gaben sich daher erst relativ spät ein eigenes Wappen.
| Provinz                     | Lage                                 | Wappen                                 | in Gebrauch seit                           | Kommentar |
| --------------------------- | ------------------------------------ | -------------------------------------- | ------------------------------------------ | --- |
| Autonome Stadt Buenos Aires |                                      | Wappen der Stadt Buenos Aires          | 1923 (geht auf ein Wappen von 1649 zurück) | Das aktuelle Stadtwappen wird seit dem 3. Dezember 1923 geführt, geht aber bis auf das Jahr 1649 zurück. Davor wurde das Wappen benutzt, welches heute die Flagge der Stadt zeigt. Das heutige Wappen hat eine Ellipsenform im Verhältnis 5:6. Es zeigt im oberen Teil eine Taube, die von Strahlen umgeben ist als Zeichen des Heiligen Geistes. In der Mitte zwei Schiffe (eine Karavelle und ein Brigg aus dem 17. Jahrhundert) auf dem Río de la Plata. Im unteren Teil eine Sandbank, aus der ein versunkener Anker ragt. |
| Buenos Aires                | Lage der Provinz Buenos Aires        | Wappen der Provinz Buenos Aires        | 1935 (geht auf frühere Wappen zurück)      | Das aktuelle Wappen ist seit dem 10. Oktober 1935 in Gebrauch, geht aber auf den Anfang des 20. Jahrhunderts zurück. Das Wappen der Provinz ist mit dem Wappen Argentiniens fast identisch, es unterscheidet sich nur in den Sonnenstrahlen, die ausschließlich gerade sind, und den Pflanzen, die das Wappen umranken (rechts: Olivenstrauch, links: Lorbeer). |
| Catamarca                   | Lage der Provinz Catamarca           | Wappen der Provinz Catamarca           | 1922 (geht auf frühere Wappen zurück)      | Das aktuelle Wappen wird seit dem 25. August 1922 geführt. Ein Provinzwappen ist aber seit etwa 1900 in Gebrauch. Das Wappen ist rechteckig im Verhältnis 62:49. Darin befindet sich ein ovales Wappenfeld das wie das argentinische Wappen zwei sich reichende Hände zeigt, die einen Stab mit einer Jakobinermütze halten. Rechts oberhalb des Ovals befindet sich ein silbernes Kreuz über zwei silbernen Indianerpfeilen, links oberhalb Weintrauben, rechts unterhalb eine goldene Königskrone und links unterhalb ein goldenes Schloss. Das Wappen wird gekrönt von einer aufgehenden Sonne mit acht abwechselnd geraden und geflammten Strahlen. Das Wappen ist umgeben von vier argentinischen Flaggen und zwei Lorbeerzweigen. |
| Chaco                       | Lage der Provinz Chaco               | Wappen der Provinz Chaco               | 1955 (geht auf 1888 zurück)                | Das aktuelle Wappen wird seit dem 20. Dezember 1955 geführt, es geht aber auf ein Wappen des Jahres 1888 zurück. Das ellipsenförmige Wappen zeigt in seiner Mitte eine Palme und einen Pflug. Das Oval ist umgeben von zwei Lorbeerzweigen und ist gekrönt von einer aufgehenden Sonne mit 23 abwechseln geraden und geflammten Sonnenstrahlen. |
| Provinz Chubut              | Lage der Provinz Chubut              | Wappen der Provinz Chubut              | 1964                                       | Das aktuelle Wappen wurde am 9. Dezember 1964 verabschiedet. Das blaue durch eine gelbe Linie zweigeteilte Wappen zeigt in seiner unteren Hälfte den Staudamm Florentino Ameghino und in der oberen Hälfte eine Weizenhalm vor dem Schriftzug Chubut. Die gelbe Linie repräsentierte die Flüsse der Provinz, insbesondere den Río Chubut. Das Wappen wird von einer aufgehenden Sonne gekrönt, deren 15 Strahlen die 15 Departamentos der Provinz repräsentieren. Umgeben ist das Wappen von zwei Lorbeerzweigen. |
| Córdoba                     | Lage der Provinz Córdoba             | Wappen der Provinz Córdoba             | 1925 (geht auf das 16. Jhdt. zurück)       | Das Wappen der Provinz Córdoba wurde in seiner heutigen Form am 24. Juli 1925 eingeführt. Das Wappen geht aber bis auf die Zeit unmittelbar nach der Stadtgründung Córdobas im Jahre 1573 zurück. Es zeigt eine weiße, steinerne Burg mit drei Türmen, vier Zinnen, einem Torbogen und zwei Fenstern vor rotem Grund. Die Burg ist an seiner Spitze von einer und an den Seiten mit jeweils drei argentinischen Flaggen geschmückt. Zu Füßen der Burg fließen zwei Flüsse (Río Primero und Río Tercero) durch die grüne Landschaft. |
| Corrientes                  | Lage der Provinz Corrientes          | Wappen der Provinz Corrientes'         | ? (geht zurück auf ein Wappen von 1822)    | Das aktuelle Wappen geht auf einen Entwurf des Jahres 1822 zurück. Es ist Ellipsenförmig und zeigt zwei Hände, die eine Stab mit einer Jakobinermütze festhalten. Unter den Händen ist das so genannte Cruz de los Milagros (Kreuz der Wunder) abgebildet unter dem Flammen lodern. Diese Darstellung geht auf ein Ereignis während eines Indianerüberfalls im Jahre 1588 zurück, bei dem das besagte Kreuz von Indianern angesteckt wurde, aber auf wundersame Weise nicht verbrannte. Neben dem Kreuz sind auf der rechten Seite vier und auf der linken Seite drei Landspitzen abgebildet, die die sieben Wasserströme symbolisieren, die in den Río Paraná fließen und die der Stadt Corrientes den Namen gaben: San Juan de Vera de las Siete Corrientes (Heiliger Johannes von Vera der sieben Ströme).                                        |
| Entre Ríos                  | Lage der Provinz Entre Ríos          | Wappen der Provinz Entre Rios’         | 1967 (geht zurück auf ein Wappen von 1822) | Das erste Provinzwappen, das schon die gleichen Attribute wie das aktuelle zeigte, wurde am 12. März 1822 verabschiedet. Die aktuelle Form wurde am 23. Oktober 1967 festgelegt und zeigt auf einem ellipsenförmigen Schild in der Mitte zwei sich reichende Hände. Im roten Feld darüber ist ein silberner Stern abgebildet, der Friede und Milde symbolisiert und über dem der Schriftzug Provincia de Entre Rios steht. Unter den Händen ist im gründen Feld die Maisonne mit sechzehn abwechselnd geraden und geflammten Strahlen abgebildet, über der der Schriftzug Federación, Libertad y Fuerza (Föderation, Freiheit und Kraft) steht. Der Wappenschild ist umgeben von einem silbernen Seil und innerhalb von zwei Lorbeerzweigen. Die Farbe Rot symbolisiert den föderativen Status der Provinz und Grün die lebendige Natur der Provinz. |
| Formosa                     | Lage der Provinz Formosa             | Wappen der Provinz Formosa             | 1959                                       | Das Wappen wurde per Gesetz am 7. Juli 1959 festgelegt und hat eine unregelmäßige polygone Form. Das Wappen hat zwei Felder. Das obere ist hellblau und zeigt einen Baumwollsamen, welcher die landwirtschaftliche und industrielle Produktion der Provinz symbolisiert. Um die Knospe sind neun Sterne abgebildet, die die Departamentos der Provinz symbolisieren. Im unteren weißen Feld sind zwei sich reichende Hände abgebildet. Über dem Wappenschild ist stilisiert eine aufgehende Sonne abgebildet, unter dem Schild zwei Lorbeerzweige. |
| Jujuy                       | Lage der Provinz Jujuy               | Wappen der Provinz Jujuy               | 1960 (geht zurück auf ein Wappen von 1834) | Das 1960 verabschiedete Wappen geht auf die silbernen Siegel, die in Potosí für die Provinzregierung gemacht wurden zurück. Das aktuelle Wappen zeigt zwei Hände, die einen Stab mit einer Jakobinermütze festhalten. Die Hände befinden sich vor einem zweigeteilten Hintergrund, der oben hellblau und unten weiß ist. Der Wappenschild zeigt zwei Einschnitte mit Rosetten. Gekrönt wird der Schild von einer aufgehenden Sonne und ist umgeben von zwei Lorbeerzweigen. |
| Provinz La Pampa            | Lage der Provinz La Pampa            | Wappen der Provinz La Pampa            | 1964                                       | Das am 11. Mai 1964 verabschiedete Wappen der Provinz in einem zweigeteilten Wappenschild oben den Baum caldén tropical und unten einen Reiter mit einer Lanze, der die indigene Bevölkerung repräsentiert. Gekrönt wird der Schild von einer aufgehenden Sonne und eingerahmt durch Weizenähren, welche die Fruchtbarkeit symbolisieren. Hinter dem Schild kreuzen sich zwei Lanzen als Zeichen des Kampfgeistes. |
| La Rioja                    | Lage der Provinz La Rioja            | Wappen der Provinz La Rioja            | 1926                                       | Das seit dem 5. Juli 1926 geführte Wappen zeigt in einem ellipsenförmigen Wappenschild einen Berg im Dämmerlicht. Gekrönt wird der Schild von einer aufgehenden Sonne und eingerahmt durch zwei Lorbeerzweige. |
| Mendoza                     | Lage der Provinz Mendoza             | Wappen der Provinz Mendoza             | 1941 (geht aber zurück auf ältere Wappen)  | Das Wappen wurde per Gesetz am 25. Oktober 1941 festgelegt. Das Wappen zeigt zwei Hände, die einen Stab mit einer Jakobinermütze festhalten. Die Hände befinden sich vor einem zweigeteilten Hintergrund, der oben hellblau und unten weiß ist. Unter den Händen befindet sich ein Füllhorn, welches seinen Reichtum ausgießt. Gekrönt wird der Schild von einer aufgehenden Sonne und ist umgeben von zwei Lorbeerzweigen. |
| Misiones                    | Lage der Provinz Misiones            | Wappen der Provinz Misiones            | 1959                                       | Das Wappen wird seit dem 30. Dezember 1959 geführt und zeigt innerhalb des ovalen Wappenschildes die Iguazú-Wasserfälle im Norden der Provinz. Über den Wasserfällen ist eine aufgehende Sonne abgebildet über der wiederum zwei Missionars-Stäbe sowie Pfeil und Bogen gezeigt werden. Letztere symbolisieren die indigene Bevölkerung der Provinz, die Stäbe spanische Herrschaft. Über und unter dem Schild steht der Schriftzug Provincia de Misiones, neben dem Schild sind auf beiden Seiten Yerba Mate-Blätter abgebildet, dem landwirtschaftlichen Hauptprodukt der Provinz. |
| Neuquén                     | Lage der Provinz Neuquén             | Wappen der Provinz Neuquén             | 1958                                       | Der Wappenschild ist ein unregelmäßiges Polygon, welches von einer aufgehenden Sonne gekrönt wird und das unten von zwei Lorbeerzweigen eingerahmt wird. Im Wappenschild befindet sich die Silhouette des Pehuén oder Araucaria, einen typischen Baum der Provinz. Hinter dem Baum befindet sich der Volcán Lanín. Umrahmt werden der Baum und der Vulkan unten von zwei Händen, die den Dank für die Gaben der Provinz repräsentiert und oben von 16 goldenen Sternen, welche die 16 Departamentos der Provinz symbolisieren. |
| Río Negro                   | Lage der Provinz Río Negro           | Wappen der Provinz Río Negro           | 2009                                       | Der ovale Wappenschild zeigt einen Indianer, der den Stamm der Comahue repräsentiert. Über dem Indianer sind 13 Sterne als Zeichen der Departamentos abgebildet. Gekrönt wird der Schild von einer aufgehenden Sonne und ist umgeben von zwei Lorbeerzweigen. Unterhalb des Schildes sind ein Kreuz als Zeichen für die Religion und ein Käppi als Zeichen für den Kampf in der Eroberung der Wüste abgebildet. |
| Salta                       | Lage der Provinz Salta               | Wappen der Provinz Salta               | 1946 (geht zurück auf frühere Wappen)      | Der ovale Wappenschild mit blauem Grund zeigt einen silbernen sechszackigen Stern, vor dem die Maisonne abgebildet ist. Die Sonne symbolisiert den Unabhängigkeitskampf, der Stern entspricht dem Stern der 1817 General Martín Miguel de Güemes im so genannten Guerra Gaucha (Gauchokrieg) verliehen wurde. Umgeben ist der Wappenschild von zwei Lorbeerzweigen. |
| San Juan                    | Lage der Provinz San Juan            | Wappen der Provinz San Juan            | 1962 (geht auf 1821 und 1911 zurück)       | Das seit dem 9. Mai 1962 geführte Wappen entspricht überwiegend dem Nationalwappen. Der Schild ist allerdings von einer Sonne mit 19 geraden Strahlen für die Departamentos gekrönt. |
| San Luis                    | Lage der Provinz San Luis            | Wappen der Provinz San Luis            | 1939 (geht zurück auf ein Wappen von 1836) | Das Wappen seit dem 27. Oktober 1939 festgelegte Wappen, zeigt eine typische Landschaft der Provinz mit heute in der Provinz ausgestorbenen Tieren (Venados oder Pampashirsche) vor vier Bergen über denen eine Sonne scheint. Das Wappen ist von zwei Lorbeerzweigen umrahmt. |
| Santa Cruz                  | Lage der Provinz Santa Cruz          | Wappen der Provinz Santa Cruz          | 1959                                       | Das 25. September 1959 verabschiedete und seit dem 9. Oktober 1959 geführte, ovale Wappen zeigt im unteren, weißen Feld die Maisonne mit dem Schriftzug Provincia de Santa Cruz darunter und im oberen hellblauen Feld den Berg Fitz Roy (El Chaltén), über den am Nachtfirmament das Kreuz des Südens steht. Der Schild ist von zwei Lorbeerzweigen umgeben. |
| Santa Fe                    | Lage der Provinz Santa Fe            | Wappen der Provinz Santa Fe            | 1937                                       | Das ovale Wappen wird in seiner Mitte horizontal in zwei Felder geteilt. Das obere ist blau und das untere grau. Es zeigt zwei gekreuzte Indianerpfeile, die mit den spitzen nach unten zeigen und dahinter eine aufrechtstehende Lanze. Diese Darstellung soll den Sieg der Zivilisation (Lanze) über die Indianer (Pfeile) darstellen und wird von 23, die Departamentos darstellenden, goldenen Sternen umrahmt. Um den Wappenschild ranken sich zwei Lorbeerzweige. |
| Santiago del Estero         | Lage der Provinz Santiago del Estero | Wappen der Provinz Santiago del Estero | 1915 (geht auf frühere Wappen zurück)      | Das Wappen der Provinz Santiago del Estero wurde in seiner heutigen Form durch Gesetz am 4. November 1915 festgelegt und entspricht in der Symbolik weitestgehend dem argentinischen Nationalwappen. |
| Tierra del Fuego            | Lage der Provinz Tierra del Fuego    | Wappen der Provinz Tierra del Fuego    | 1990                                       | Das Provinzwappen wurde per Gesetz am 26. April 1990 festgelegt. Es ist ellipsenförmig und zeigt auf seinem Schild vier Pinguine vor einem Gewässer und dem höchsten Berg der Provinz, den Cornú, hinter dem die zehnstrahlige Sonne aufgeht. Der Schild ist umrahmt von Flammen als Referenz an den Namen der Insel Feuerland und der stilisierten Darstellung eines Albatros. |
| Tucumán                     | Lage der Provinz Tucumán             | Wappen der Provinz Tucumán             | 1946 (geht auf frühere Wappen zurück)      | Das Wappen der Provinz ist mit dem argentinischen Wappen praktisch identisch. Allerdings wird es nicht von einer aufgehenden Sonne gekrönt. |